# Johan Eichfeld
Johan Eichfeld (ur. 25 stycznia 1893 w Paide, zm. 20 kwietnia 1989 w Tallinnie) – estoński i radziecki polityk komunistyczny, biolog, propagator łysenkizmu, przewodniczący Prezydium Rady Najwyższej Estońskiej SRR w latach 1958–1961, prezydent Akademii Nauk Estońskiej SRR w latach 1950–1968, Bohater Pracy Socjalistycznej (1963).
W 1923 ukończył Piotrogrodzki Instytut Rolniczy (był uczniem Nikołaja Wawiłowa), później pracował jako agronom w ZSRR, a od 1935 wykładał w Akademii Rolniczej. Od 1946 pracownik Akademii Nauk Estońskiej SRR, w latach 1950–1968 był jej prezydentem. Od 1953 członek korespondent Akademii Nauk ZSRR. Od 4 lutego 1958 do 12 listopada 1961 przewodniczący Prezydium Rady Najwyższej Estońskiej SRR; równocześnie był zastępcą przewodniczącego Prezydium Rady Najwyższej ZSRR. Od 1961 członek KPZR, delegat na XXII Zjazd KPZR. Deputowany do Rady Najwyższej ZSRR od 4 do 7 kadencji.

## Odznaczenia i nagrody
- Medal Sierp i Młot (1963)
- Order Lenina (sześciokrotnie)
- Order Rewolucji Październikowej
- Order Czerwonego Sztandaru Pracy (dwukrotnie)
- Nagroda Stalinowska (1942)
- Order „Znak Honoru”